# Востриков, Николай Иванович
Николай Иванович Востриков (5 февраля 1929, с. Злобинка, Оренбургский округ, Средне-Волжская область, РСФСР, СССР — 4 ноября 2016, Оренбург, Россия) — советский и российский учёный в сфере сельскохозяйственных наук, ректор Оренбургского сельскохозяйственного института (СХИ) (1983—1999) (с 1993 — государственного аграрного университета).

## Биография
Выходец из потомственной крестьянской семьи. С 14-летнего возраста работал в колхозе: с апреля 1944 по август 1947 года работал механизатором колхоза, был награждён медалью «За доблестный труд в Великой Отечественной войне 1941—1945 гг.».
В 1946 году экстерном окончил Чкаловскую областную заочную среднюю школу для взрослых, в 1952 году — Оренбургский СХИ. Доктор сельскохозяйственных наук, профессор.
Работал главным агрономом Васильевской МТС, а затем директором МТС им. Шевченко Октябрьского района, начальником инспекции по сельскому хозяйству исполнительного комитета Белозерского районного совета трудящихся.
- 1959—1962 — председатель исполнительного комитета Белозерского районного совета трудящихся,
- 1962—1966 — первый секретарь Белозерского, Октябрьского районных комитетов КПСС,
- 1966—1983 — секретарь (по сельскому хозяйству) Оренбургского областного комитета КПСС,
- 1983—1999 — ректор, в 1999—2005 — президент Оренбургского государственного аграрного университета.

Автор и соавтор более 100 научных работ.

## Публикации
Соавтор 5 учебных пособий.
- «Откорм скота на межхозяйственных механизированных площадках» / соавт.: Г. С. Огрызкин, Н. И. Востриков. — 2-е изд., доп. и перераб. — М.: Россельхозиздат, 1983. — 191 с.
- «Технология производства говядины на промышленной основе»: учеб. для вузов / соавт.: Н. И. Востриков, Г. М. Туников. — М.: Агропромиздат, 1988. — 216 с.

## Награды и звания
Орден «Знак Почёта», три ордена Трудового Красного Знамени, орден Октябрьской Революции, орден Дружбы народов и шесть медалей, в том числе «За доблестный труд в Великой Отечественной войне 1941—1945 гг.».
Заслуженный работник сельского хозяйства РСФСР, почётный работник высшего образования Российской Федерации.